# Empar de Santa Llúcia
L'Empar de Santa Llúcia és un edifici situat al barri de Sant Gervasi - la Bonanova de Barcelona, catalogat com a bé amb elements d'interès (categoria C). Construït per la Caixa de Pensions per a la Vellesa i d'Estalvis, era un asil per a persones cegues, i actualment, acull el Museu de la Ciència (CosmoCaixa).

## Història i descripció

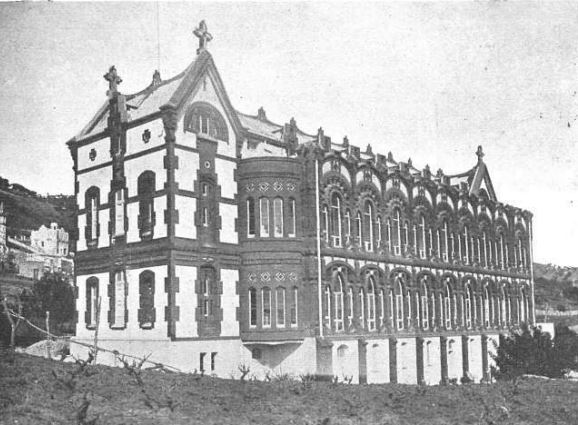
L'edifici el 1909

El 1904, Francesc Moragas i Barret, fundador i primer director de la Caixa de Pensions, va encarregar-ne el projecte a l'arquitecte Josep Domènech i Estapà, en un solar cedit pel Doctor Andreu quan s'estava urbanitzant l'Avinguda del Tibidabo. Es va finançar amb donacions, especulacions immobiliàries, i amb actes com el festival que es va celebrar al Parc Güell el 9 de juny de 1908.
Va ser inaugurat el 4 de febrer de 1909 i el gestionaven les Germanes Carmelites. L'edifici es componia d'un soterrani, on hi havia la cuina i els menjadors; la planta primera acollia les noies cegues, la planta segona les noies sordmudes i les cegues pensionistes, i a les golfes hi havien les cel·les de les monges. També hi havia una sala de música, on les noies cegues aprenien solfeig, a tocar instruments, i a cantar en el cor que es va formar. Sovint, i especialment el 13 de desembre, dia de Santa Llúcia, músics i cantants de renom hi oferien concerts a les noies cegues, i també cantava el cor que elles havien format.
L'asil es va tancar el 1979, i va ser reformat i ampliat pels arquitectes Jordi Garcés i Enric Sòria, per a destinar-lo al Museu de la Ciència, inaugurat el 1981. Després d'una segona reforma duta a terme per Terradas Arquitectes, el 2004 es va inaugurar CosmoCaixa.
Utilitza recursos modernistes com el maó vist i el mosaic de ceràmica, que li donen una aparença mudèjar, així com el doble arc concèntric, separat per maons, per a les finestres, una forma pròpia de Domènech i Estapà.